# Colina (Madrid)
Colina es un barrio del distrito de Ciudad Lineal, en Madrid. Tiene una superficie de 55,97 hectáreas y una población de 6.288 habitantes (2018). Limita al norte con el barrio de Atalaya, al sur con San Juan Bautista,  al este con Canillas (Hortaleza) y al oeste con Hispanoamérica (Chamartín). Está delimitado al este por la Avenida de Paz, al norte por las calles Emeterio Castaños y Nudo de Costa Rica, al oeste con las calles Mesena y Asura y al sur por las calles Ulises y José Silva y la Avenida Ramón y Cajal.